# Guillaume de Bray
Guillaume de Bray (anche Braye) (Bray-sur-Seine, 1200 circa – Orvieto, 29 aprile 1282) è stato un cardinale francese.

## Biografia

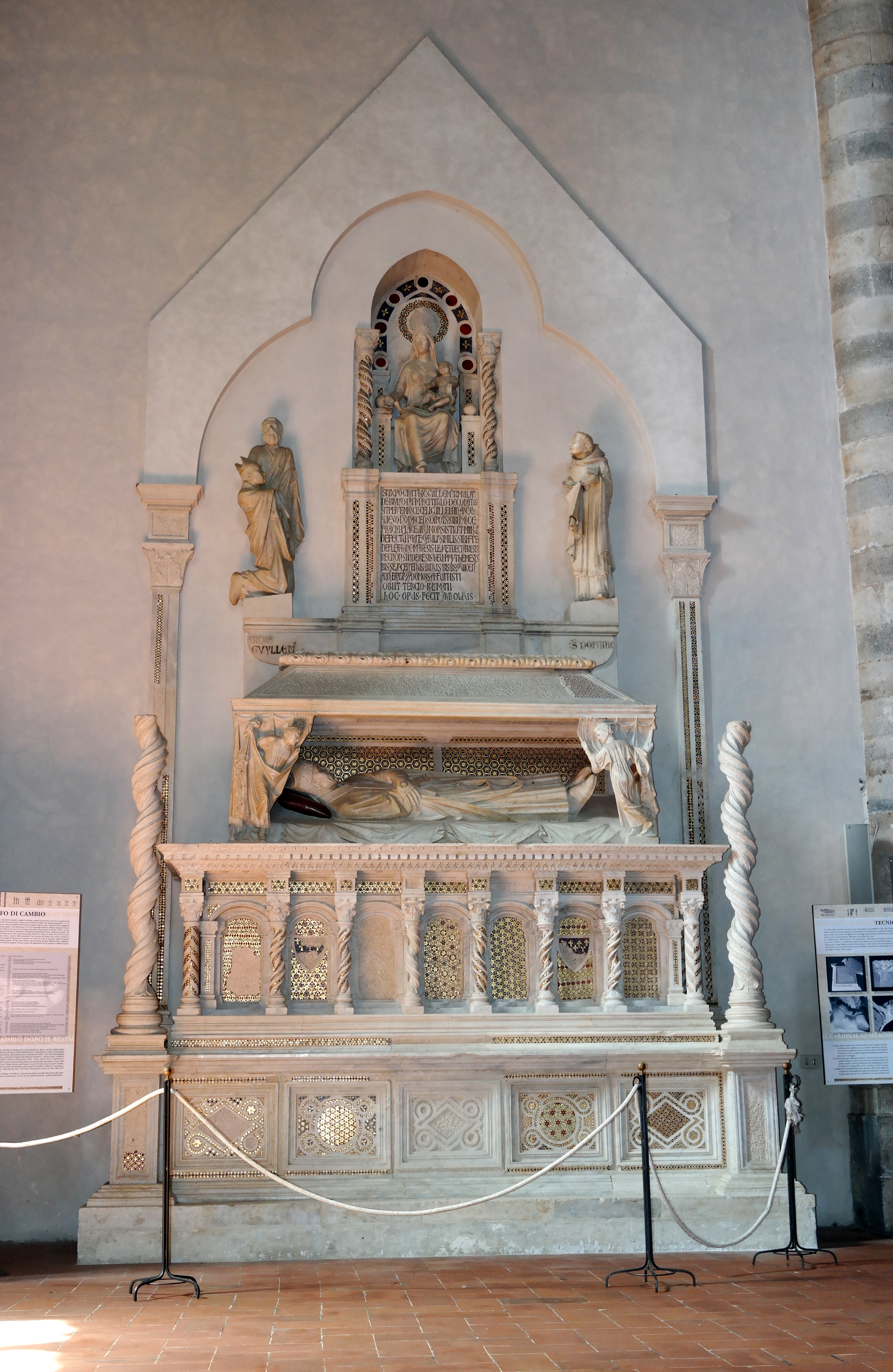
Monumento funebre del cardinale de Bray
Chiesa dei Domenicani, Orvieto

Fu decano del capitolo della cattedrale di Laon e arcidiacono del capitolo della cattedrale di Reims. Fu un celebre matematico, giureconsulto e poeta.
Fu creato cardinale-presbitero nel concistoro del 22 maggio 1262 con il titolo di San Marco. Sottoscrisse le bolle papali tra il 24 maggio 1262 e il 13 gennaio 1264; tra il 26 febbraio 1265 e il 28 febbraio 1268; tra il 31 agosto 1272 e il 23 marzo 1275; tra il 2 agosto 1278 e il 3 febbraio 1279. Partecipò all'elezione papale del 1264-1265, che elesse papa Clemente IV. Partecipò all'elezione papale del 1268-1271, che elesse papa Gregorio X. Nel 1272 fu Camerlengo del Collegio cardinalizio. Partecipò al primo conclave del 1276, che elesse papa Innocenzo V. Partecipò al secondo conclave del 1276, che elesse papa Adriano V. Partecipò al terzo conclave del 1276, che elesse papa Giovanni XXI. Partecipò all'elezione papale del 1277, che elesse papa Niccolò III. Partecipò all'elezione papale del 1280-1281, che elesse papa Martino IV. 

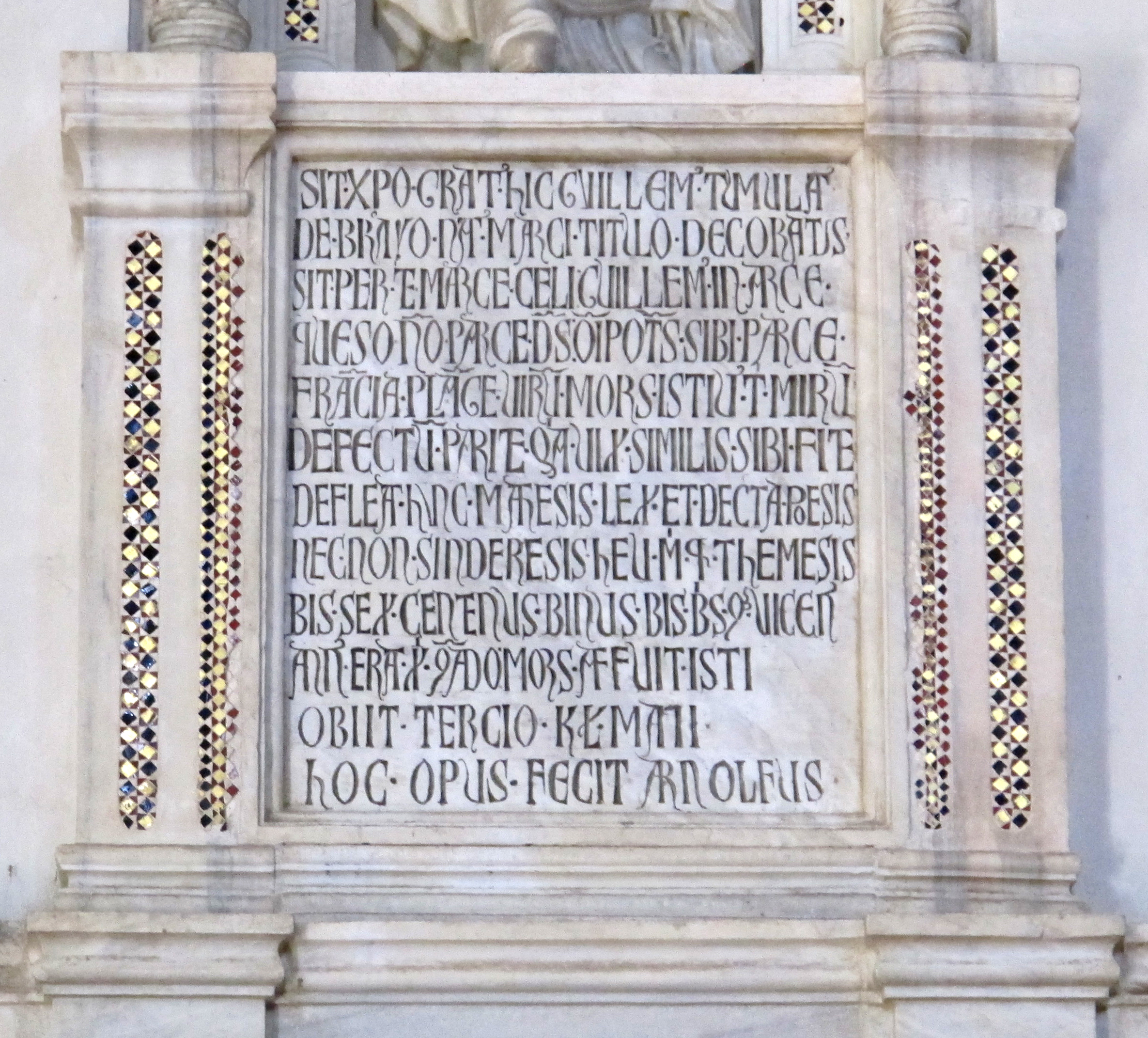
Epigrafe del monumento funebre

Morì il 29 aprile 1282 a Orvieto e fu sepolto nella Chiesa di San Domenico. Il suo monumento funebre fu realizzato da Arnolfo di Cambio. L'epigrafe riporta:
Sit Christo gratus hic Guillelmus tumulatus 

De Braie natus, Marci titulo decoratus 

Sit per te Marce Cœli Guillelmus in arce 

Quæso non pace Deus omniptens sibi parce. 

Francia plange virum, mor istius tibi mirum 

Defectum pariet, quia vox familis sibi fiet. 

Defteat hanc Synderesis, beu mihi quam Themesis 

Bis sexcentemus binus, bis bisque vicemus 

Annus erat Christi, quando mors affuit isti. 

Obijt tertie Kalendas Maij.